# التيجاني هدام
التيجاني هدام (1921-2000) وزير للشؤون الدينية وعضو المجلس الأعلى للدولة الجزائري
ولد سنة 1921 في مدينة تلمسان غرب الجزائر في أسرة متدينة ومحافظة درس الطب والجراحة في جامعة السوربون ثم تخرج كطبيب جراح ولكنه أيضا مناضل من مناضلي ثورة التحرير الجزائرية.
بعد الاستقلال كان تيجاني هدام أحد محرري أول دستور للجزائر المستقلة ثم انتخب نائبا في أول برلمان جزائري. ونال هدام الذي درس الطب، شهادة دكتوراه في الفقه وعين وزيرا للشئون الدينية في 1964 ثم وزيرا للصحة 1965. وبعد ان شغل منصب سفير الجزائر بتونس سنة 1970 والرياض سنة 1982.

## مناصب شغلها

### عميد المعهد الإسلامي لمسجد باريس
عين هدام اماما لمسجد باريس الكبير بين عامي 1989 و1992. كما كان عضوا في مجلس لدراسة وضع الإسلام في فرنسا.تولى رئاسًة جمعية الأوقاف والأماكن المقدسة الإسلامية في فرنسا،1989 وعميد المعهد الإسلامي لمسجد باريس الكبير، خلفًا سلفه الشيخ  الشيخ عباس بن الحسين.
وشارك كعضو في مجلس التأمل في الإسلام في فرنسا (CORIF) التي أنشأها بيير جوكس، وزير الداخلية الفرنسي. التيجاني هدام وبصفته عالم إسلامي وطبيب شارك في العديد من المناسبات في كل من فرنسا والخارج حيث ركز اهتمامه في علم الأحياء على الإيدز. وكان أيضا عضو بارز في رابطة الحوار الإسلامي المسيحي. دعي إلى منصب رفيع في الجزائر كعضوا في المجلس الأعلى للدولة، في عام 1992 ترك عمادة المعهد الإسلامي لمسجد باريس الكبير إلى دليل بوبكر.

### عضو المجلس الأعلى للدولة في الجزائر
وفي يناير،1992 عين هدام عضوا في المجلس الأعلى للدولة، الهيئة التي كانت تضم خمسة أعضاء وتولت قيادة البلاد بعد استقالة الرئيس الشاذلي بن جديد واثر إلغاء العملية الانتخابية الامر الذي ادخل البلاد في دوامة العنف.

## مؤلفاته
الف التيجاني هدام العديد من الكتب بالغتين العربية والفرنسية وتتناول تاريخ الجزائر ولديه بعض المؤلفات التربوية والدينية.

## الوفاة
توفي التيجاني هدام في 20 مارس 2000 بعد مرض عضال ودفن في مقبرة العالية في العاصمة وقد نعاه الرئيس بوتفليقة وقتها.